# FK Pelister
FK Pelister (macedoniană:ФК Пелистер) este o echipă de fotbal din Bitola, Macedonia.

## Palmares
Cupa Macedoniei: 1
- Campioni: 2001
- Finaliști: 1993, 1994

## Pelister în Europa
- Q = calificări
- R1 = prima rundă / R2 = a doua rundă / R3 = a treia rundă

| Sezon   | Competiție          | Rundă |           | Club               | Scor     |
| ------- | ------------------- | ----- | --------- | ------------------ | -------- |
| 2000    | Cupa UEFA Intertoto | R1    | Luxemburg | CS Hobscheid       | 3-1, 1-0 |
|         |                     | R2    | Suedia    | Västra Frölunda IF | 3-1, 0-0 |
|         |                     | R3    | Spania    | Celta de Vigo      | 1-2, 0-3 |
| 2001/02 | Cupa UEFA           | QR    | Elveția   | FC St. Gallen      | 0-2, 3-2 |
| 2008/09 | Cupa UEFA           | Q1    | Cipru     | APOEL FC           | 0-0, 0-1 |

## Jucători notabili
- Saša Ćirić
- Gjorgji Hristov
- Dragan Kanatlarovski
- Blagoja Kitanovski
- Toni Micevski
- Adriano Miranda
- Nikolče Noveski
- Toni Savevski
- Mitko Stojkovski